# مديرية موجايسك
مديرية موجايسك (بالروسية: Можайский район) هي إحدى المناطق الإدارية في موسكو أوبلاست وعاصمتها مدينة موجايسك. تحوي المدن والقرى التالية: موجايسك، أوفاروفكا، كوليتشيفو، تروباريفو وغيرها.
تقع المنطقة في الجزء الغربي من محافظة موسكو وتحدها كالوغا أوبلاست في الجنوب وشاخوفسكايا رايون في الشمال وسمولينسك أوبلاست في الغرب وروزا رايون في الشرق وفولوكولامسك رايون في الشمال الغربي.